# Mortes em dezembro de 2019
Mortes em 2019: ← Janeiro – Fevereiro – Março – Abril – Maio – Junho – Julho – Agosto – Setembro – Outubro – Novembro – Dezembro →
Esta é uma relação de pessoas notáveis que morreram durante o mês de dezembro de 2019, listando nome, nacionalidade, ocupação e ano de nascimento.

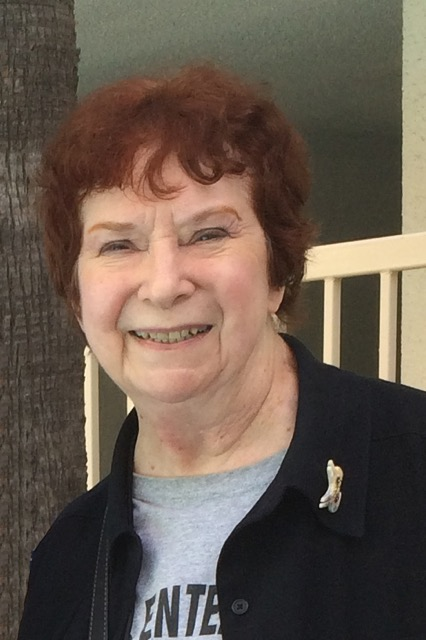
D. C. Fontana, roteirista americana.

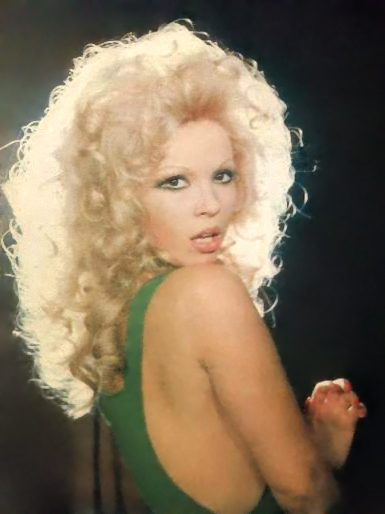
Rosa Morena, cantora espanhola.

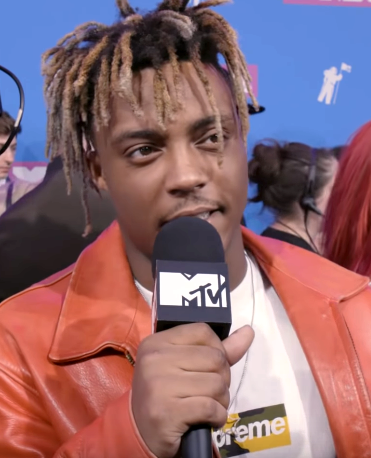
Juice Wrld, rapper e cantor americano.

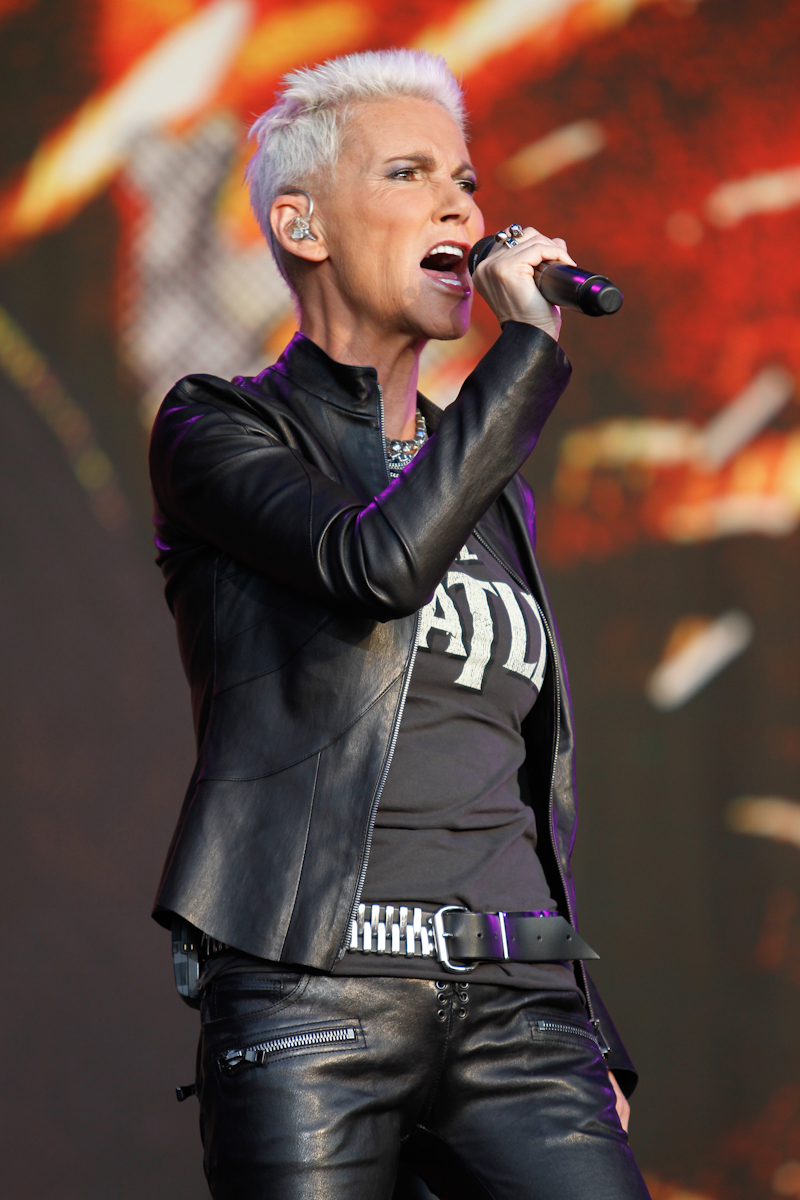
Marie Fredriksson, cantora sueca.

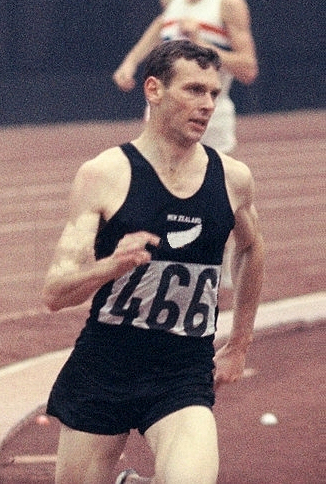
Peter Snell, atleta neozelandês.

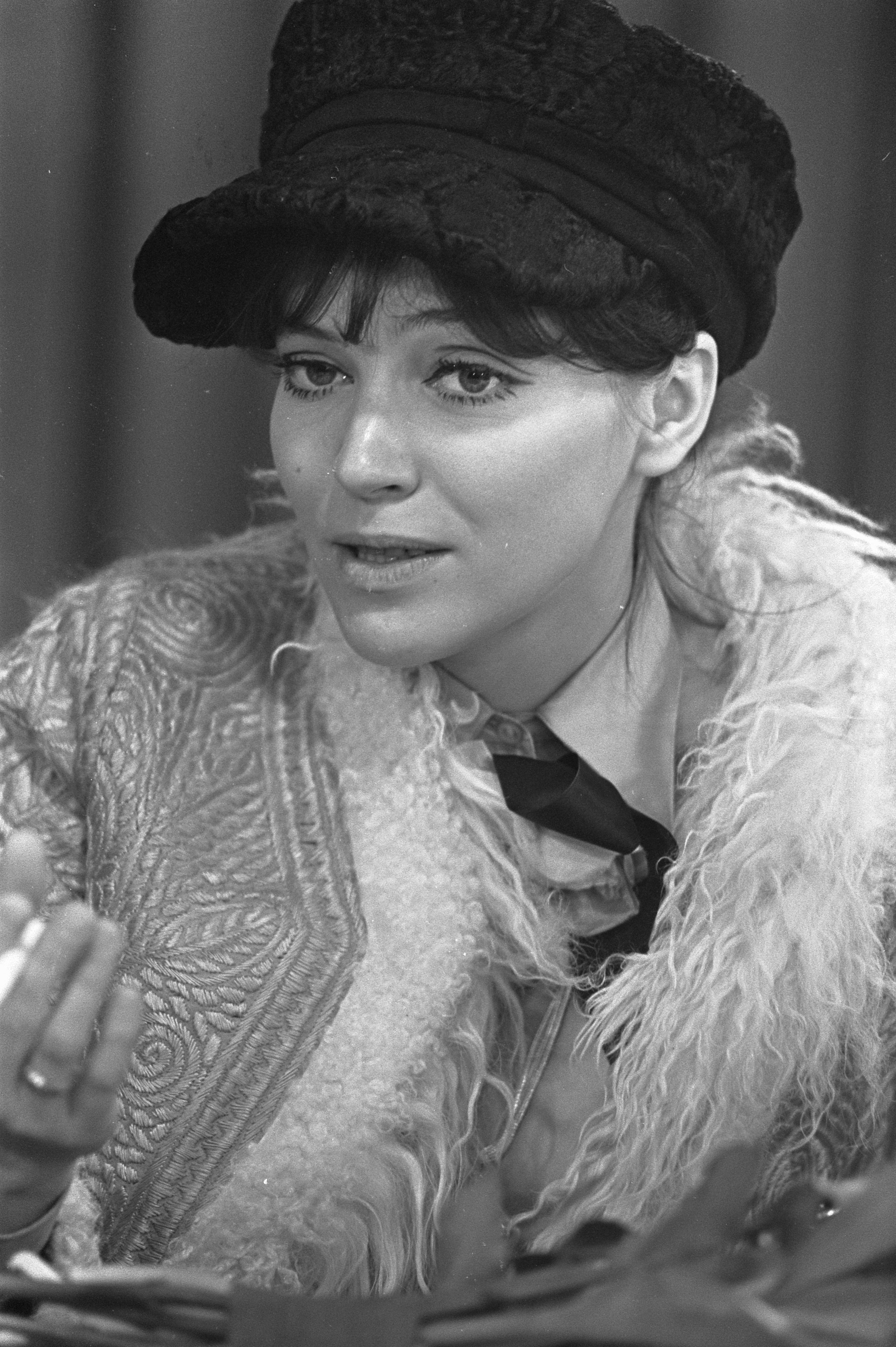
Anna Karina, atriz dinamarquesa.

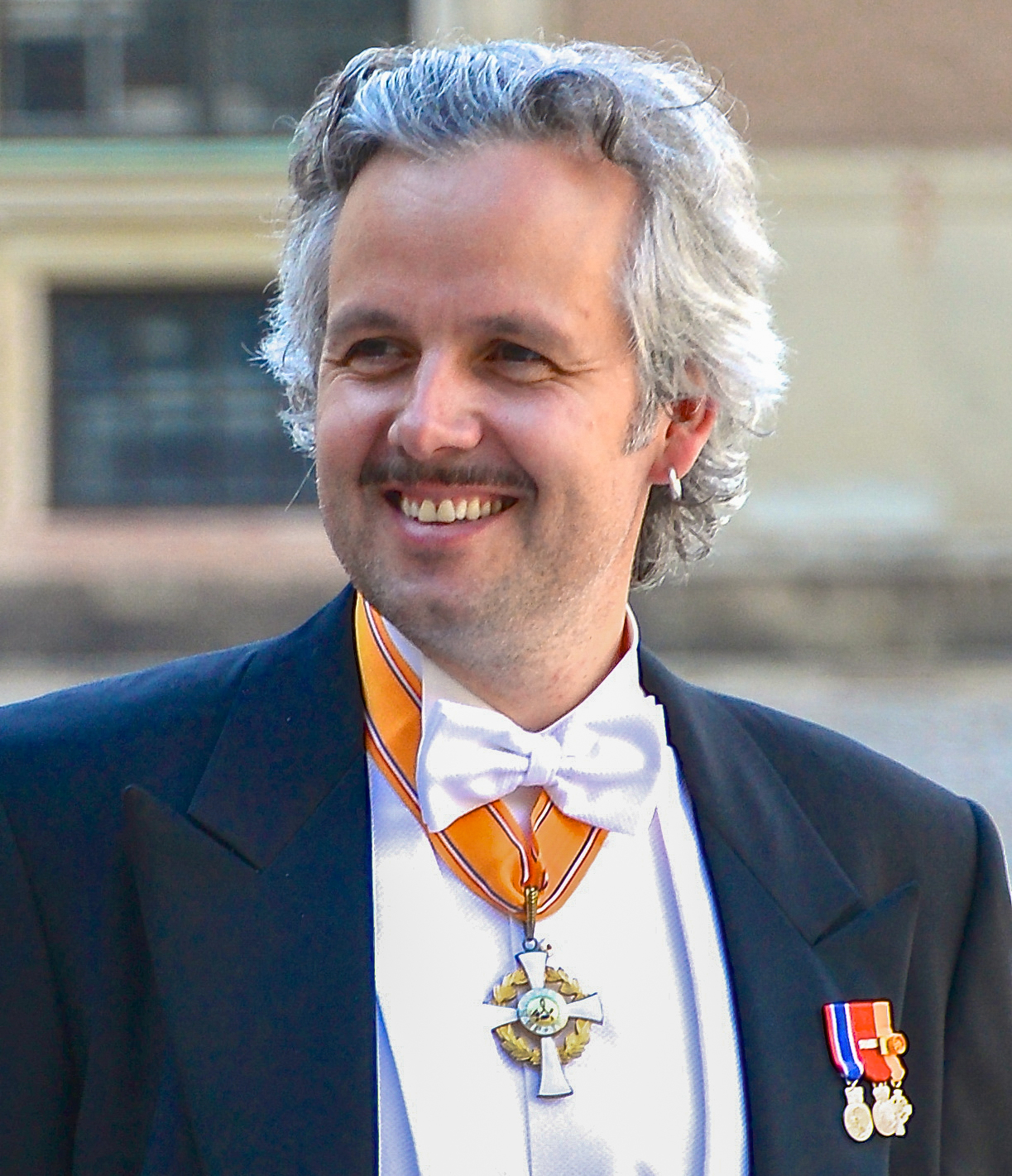
Ari Benh, escritor norueguês.

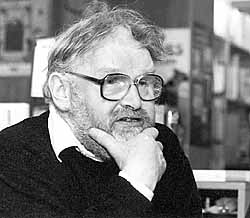
Alasdair Gray, escritor britânico.

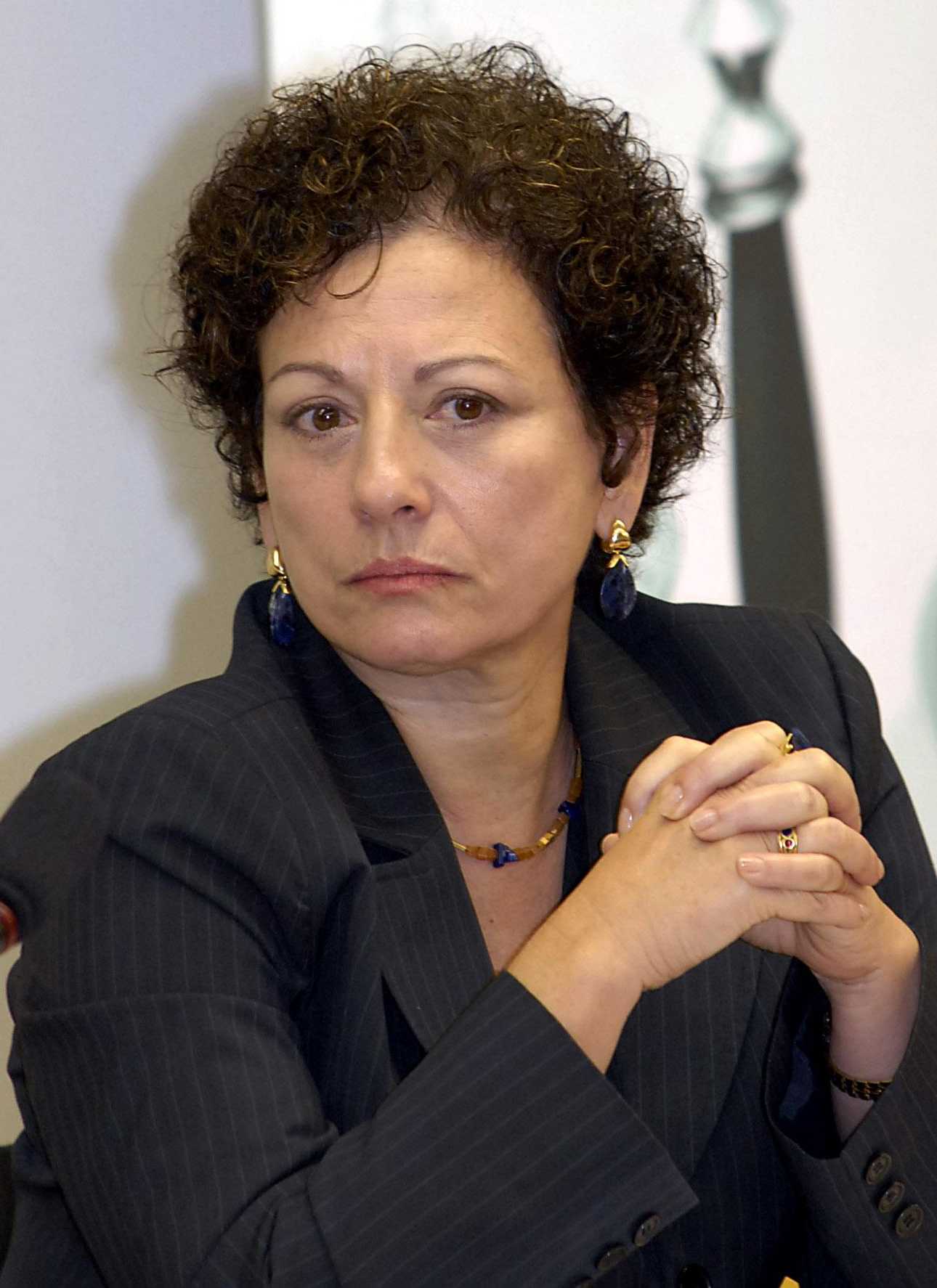
Nilcea Freire, ex-ministra, acadêmica e pesquisadora brasileira.

| Dia | Nome                                     | Profissão ou motivo de reconhecimento   | Nacionalidade     | Ano  | Ref           |
| --- | ---------------------------------------- | --------------------------------------- | ----------------- | ---- | ------------- |
| 1   | Shelley Morrison                         | Atriz                                   | Estados Unidos    | 1936 | [ 1 ]         |
| 2   | Francesco Janich                         | Futebolista                             | Itália            | 1937 | [ 2 ]         |
| 2   | Robert K. Massie                         | Historiador                             | Estados Unidos    | 1929 | [ 3 ]         |
| 2   | Johann Baptist Metz                      | Teólogo                                 | Alemanha          | 1928 | [ 4 ]         |
| 3   | D. C. Fontana                            | Roteirista                              | Estados Unidos    | 1939 | [ 5 ]         |
| 3   | Carlos Amaral Dias                       | Médico e professor                      | Portugal          | 1946 | [ 6 ]         |
| 4   | Rosa Morena                              | Cantora                                 | Espanha           | 1941 | [ 7 ]         |
| 5   | Bunitinho                                | Humorista e influenciador digital       | Brasil            | 1983 | [ 8 ]         |
| 5   | Antônio Evanil da Silva                  | Futebolista                             | Brasil            | 1935 | [ 9 ]         |
| 6   | Ron Leibman                              | Ator                                    | Estados Unidos    | 1937 | [ 10 ]        |
| 6   | Bartomeu Melià                           | Sacerdote e Antropólogo                 | Espanha           | 1932 | [ 11 ] [ 12 ] |
| 7   | Reinhard Bonnke                          | Evangelista                             | Alemanha          | 1940 | [ 13 ]        |
| 7   | Zaza Urushadze                           | Cineasta                                | Geórgia           | 1965 | [ 14 ]        |
| 7   | Altamira Cecília dos Santos              | Ialorixá                                | Brasil            | 1923 | [ 15 ]        |
| 8   | Juice Wrld                               | Rapper                                  | Estados Unidos    | 1998 | [ 16 ]        |
| 8   | René Auberjonois                         | Ator                                    | Estados Unidos    | 1940 | [ 17 ]        |
| 8   | Paul Volcker                             | Economista                              | Estados Unidos    | 1927 | [ 18 ]        |
| 8   | Hirokazu Kanazawa                        | Mestre de Karate                        | Japão             | 1931 | [ 19 ]        |
| 9   | José Mauro Ramalho de Alarcón e Santiago | Bispo                                   | Brasil            | 1925 | [ 20 ]        |
| 9   | Marie Fredriksson                        | Cantora e compositora                   | Suécia            | 1958 | [ 21 ]        |
| 10  | Yury Luzhkov                             | Político                                | Rússia            | 1936 | [ 22 ]        |
| 11  | Albert Bertelsen                         | Pintor                                  | Dinamarca         | 1921 | [ 23 ]        |
| 12  | Chico Teixeira                           | Cineasta                                | Brasil            | 1958 | [ 24 ]        |
| 12  | Danny Aiello                             | Ator                                    | Estados Unidos    | 1933 | [ 25 ]        |
| 12  | Peter Snell                              | Atleta                                  | Nova Zelândia     | 1938 | [ 26 ]        |
| 12  | Benedito Pedro Dorileo                   | Professor e político                    | Brasil            | 1934 | [ 27 ]        |
| 13  | Paulo Torquato                           | Futebolista                             | Brasil            | 1994 | [ 28 ]        |
| 14  | Anna Karina                              | Atriz                                   | Dinamarca         | 1940 | [ 29 ]        |
| 14  | Carlos Moraes                            | Escritor e Ex-padre                     | Brasil            | 1941 | [ 30 ]        |
| 14  | Juvêncio da Fonseca                      | Político                                | Brasil            | 1935 | [ 31 ]        |
| 15  | Nelson Hoineff                           | Jornalista, diretor e crítico de cinema | Brasil            | 1948 | [ 32 ]        |
| 16  | Modesto Carone                           | Escritor, jornalista e tradutor         | Brasil            | 1937 | [ 33 ]        |
| 17  | Cândido Lorenzo González                 | Bispo                                   | Espanha Brasil    | 1925 | [ 34 ]        |
| 17  | Karin Balzer                             | Atleta                                  | Alemanha          | 1938 | [ 35 ]        |
| 17  | Fernando Lemos                           | Pintor                                  | Portugal/ Brasil  | 1926 | [ 36 ]        |
| 18  | Patxi Andión                             | Cantor e compositor                     | Espanha           | 1947 | [ 37 ]        |
| 18  | Alain Barrière                           | Cantor                                  | França            | 1935 | [ 38 ]        |
| 18  | Mestre Dila                              | Cordelista e xilógrafo                  | Brasil            | 1937 | [ 39 ]        |
| 18  | Claudine Auger                           | Atriz                                   | França            | 1941 | [ 40 ]        |
| 18  | Marcelo Laffitte                         | Cineasta                                | Brasil            | 1963 | [ 41 ]        |
| 19  | Alba Zaluar                              | Antropóloga                             | Brasil            | 1942 | [ 42 ]        |
| 19  | Francisco Brennand                       | Ceramista                               | Brasil            | 1927 | [ 43 ]        |
| 19  | Shahdon Winchester                       | Futebolista                             | Trinidad e Tobago | 1992 | [ 44 ]        |
| 20  | Yuri Pshenichnikov                       | Futebolista e treinador                 | Uzbequistão       | 1941 | [ 45 ]        |
| 20  | Zilda Cardoso                            | Atriz e humorista                       | Brasil            | 1936 | [ 46 ]        |
| 20  | Eduard Krieger                           | Futebolista                             | Áustria           | 1946 | [ 47 ]        |
| 20  | Roland Matthes                           | Nadador                                 | Alemanha          | 1950 | [ 48 ]        |
| 21  | Martin Peters                            | Futebolista                             | Reino Unido       | 1943 | [ 49 ]        |
| 21  | Emanuel Ungaro                           | Estilista                               | França            | 1933 | [ 50 ]        |
| 22  | Bira                                     | Músico                                  | Brasil            | 1934 | [ 51 ]        |
| 22  | Fritz Künzli                             | Futebolista                             | Suíça             | 1946 | [ 52 ]        |
| 22  | Édison Realpe                            | Futebolista                             | Equador           | 1996 | [ 53 ]        |
| 23  | Wanda Pimentel                           | pintora                                 | Brasil            | 1943 | [ 54 ]        |
| 24  | Walter Horak                             | Futebolista                             | Áustria           | 1931 | [ 55 ]        |
| 24  | Dave Riley                               | Músico                                  | Estados Unidos    | 1960 | [ 56 ]        |
| 24  | Giacomo Bazzan                           | Ciclista                                | Itália            | 1950 | [ 57 ]        |
| 25  | Aluísio Bezerra de Oliveira              | Político                                | Brasil            | 1939 | [ 58 ]        |
| 25  | Ari Behn                                 | Escritor                                | Noruega           | 1972 | [ 59 ]        |
| 25  | Lee Mendelson                            | Produtor de televisão                   | Estados Unidos    | 1933 | [ 60 ]        |
| 26  | Fernando Monteiro                        | Político                                | Brasil            | 1951 | [ 61 ]        |
| 26  | Francisco José Campaner                  | Político                                | Brasil            | 1962 | [ 62 ]        |
| 26  | Sue Lyon                                 | Atriz                                   | Estados Unidos    | 1946 | [ 63 ]        |
| 27  | Art Sullivan                             | Cantor                                  | Bélgica           | 1950 | [ 64 ]        |
| 28  | Antonio Guerreiro                        | Fotografo                               | Espanha/ Brasil   | 1947 | [ 65 ]        |
| 28  | Nilcea Freire                            | Ex-ministra, acadêmica e pesquisadora   | Brasil            | 1953 | [ 66 ]        |
| 29  | Leonard Duhl                             | Psiquiatra                              | Estados Unidos    | 1926 | [ 67 ]        |
| 29  | Alasdair Gray                            | Escritor                                | Reino Unido       | 1934 | [ 68 ]        |
| 29  | Arlindo Júnior                           | Músico e político                       | Brasil            | 1968 | [ 69 ]        |
| 29  | Hilda Rebello                            | Atriz                                   | Brasil            | 1924 | [ 70 ] [ 71 ] |
| 29  | Paulo Wagner                             | Apresentador, radialista e político     | Brasil            | 1962 | [ 72 ]        |
| 30  | Antônio Dumas                            | Futebolista e treinador                 | Brasil            | 1955 | [ 73 ]        |
| 30  | Prosper Grech                            | Cardeal                                 | Malta             | 1925 | [ 74 ]        |
| 30  | Gertrude Himmelfarb                      | Historiadora                            | Estados Unidos    | 1922 | [ 75 ]        |
| 30  | Syd Mead                                 | Designer e artista                      | Estados Unidos    | 1933 | [ 76 ]        |
| 31  | Juliano Cezar                            | Cantor                                  | Brasil            | 1961 | [ 77 ]        |
| 31  | Djimrangar Dadnadji                      | Político                                | Chade             | 1954 | [ 78 ]        |